# ایدا وارن
ایدا وارن (انگلیسی: Eda Warren؛ ‏ ۱۷ اکتبر ۱۹۰۳ – ۱۵ ژوئیهٔ ۱۹۸۰) تدوین‌گر اهل ایالات متحده آمریکا بود. وی بین سال‌های ۱۹۲۷ تا ۱۹۶۸ میلادی فعالیت می‌کرد.
از فیلم‌هایی که وی در آن‌ها نقش داشته است، می‌توان به تاراس بولبا، شبی در لیسبون، وحشی‌های جوان، جان پل جونز، ساعت بزرگ، ویرجینیا، به زور اسلحه و ژنرال در سپیده‌دم درگذشت  اشاره نمود.